# 디디 매그노
디디 린 매그노 홀(영어: Deedee Lynn Magno Hall, 1975년 4월 2일 ~ )은 미국의 성우, 가수이다. 팝 음악 밴드 '파티'의 일원이며, 우리에게는 애니메이션 《스티븐 유니버스》의 펄 역 성우로 알려져 있다. 배우자는 배우 클리프턴 홀이다.